# FC Eintracht Norderstedt 03
El FC Eintracht Norderstedt 03 es un equipo de fútbol de Alemania que juega en la Regionalliga Nord, la cuarta liga de fútbol más importante del país.

## Historia

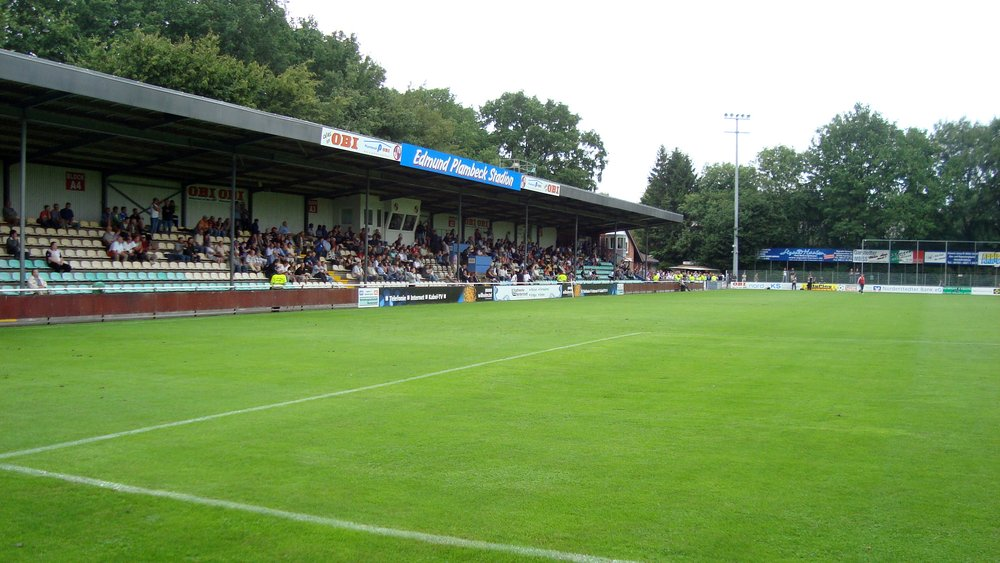
Edmund-Plambeck-Stadion

Fue fundado en el año 1945 en la ciudad de Norderstedt, Schleswig-Holstein con el nombre SV Eintracht Garstedt. En 1972 se unieron al 1. SC Norderstedt (fundado en 1970 como Tanzportverein Norderstedt). En el año 2003 cambiaron su nombre por el de FC Eintracht Norderstedt 03.
En el año 1993 alcanzaron a jugar en la 2. Bundesliga, aunque con una pobre actuación, regresando a la Amateuroberliga Nord al año siguiente y ha disputado la Copa de Alemania en 2 ocasiones.

## Estadio
El FC Eintracht Norderstedt 03 juega sus partidos de local en el Edmund-Plambeck-Stadion, con capacidad para 5068 espectadores.